# Église Sainte-Lucie de Matera
Pour les articles homonymes, voir Église Sainte-Lucie.
L'église Sainte-Lucie de Matera, aussi appelée église de Santa Lucia alla Fontana et aussi église de Santa Lucia et Sant'Agata alla Fontana, est une église de Matera, en Basilicate, dans le sud de l'Italie. Le bâtiment baroque date de 1700.

## Histoire

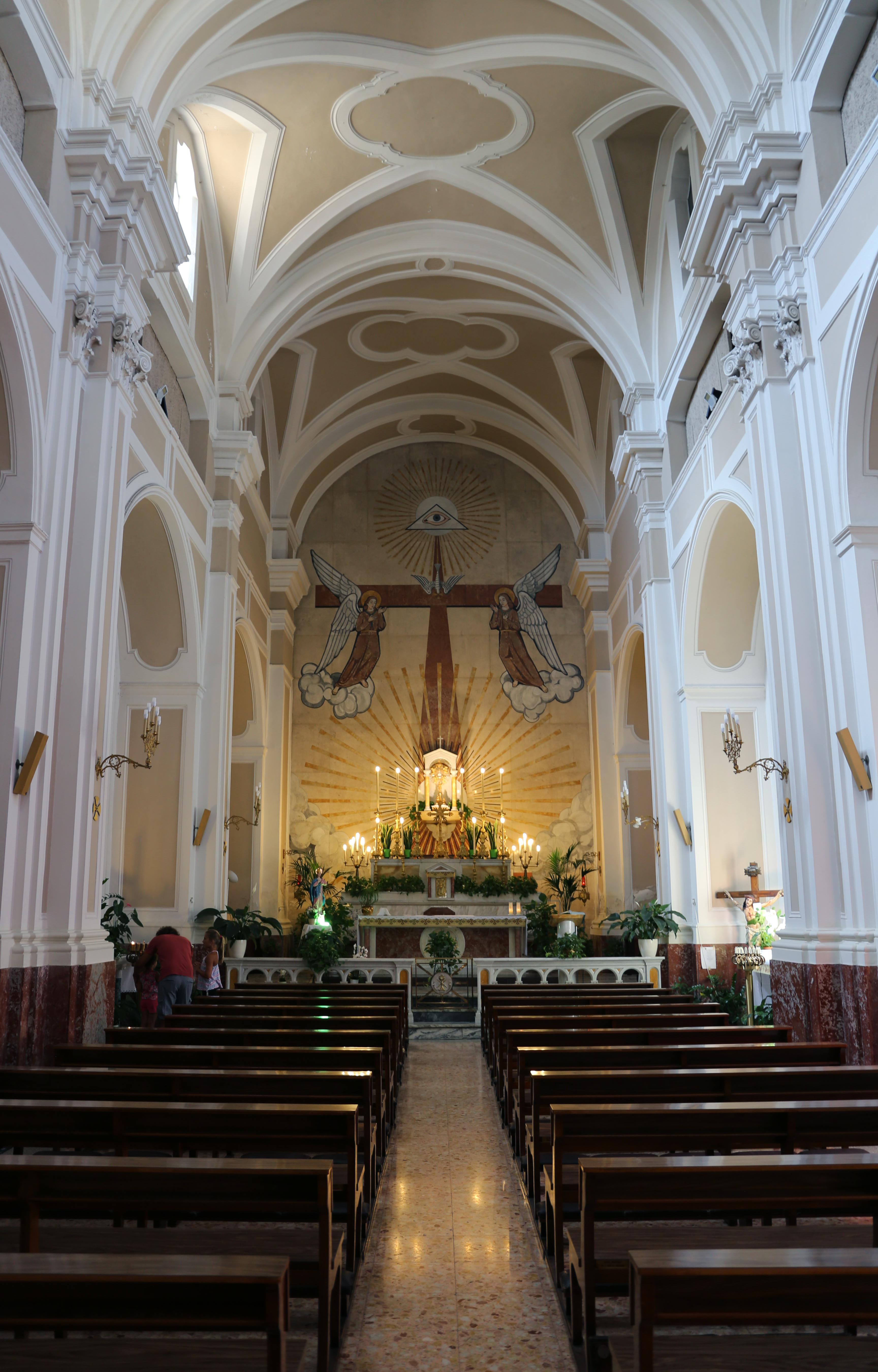
Intérieur

L'église a été construite vers 1700 lorsque les religieuses, qui avaient utilisé l'église avec le monastère de Santa Lucia alla Civita depuis 1283, ont quitté ce complexe.
Santa Lucia alla Civita est située sur un rocher à l'intérieur de la ville, à la porte est de la ville, et les religieuses ont décidé de quitter cet endroit en raison des difficultés qu'elles ont rencontrées pendant leur séjour. De plus, l'église primitive avait été démolie et il ne restait que le monastère, bien que celui-ci soit encore en bon état de conservation.
Le nouveau complexe religieux, composé d'une église et d'un monastère, a été construit à côté de la fontaine Ferdinandea. Pour cette raison, l'église est également appelée Santa Lucia alla Fontana. Récemment, l'escalier d'accès à l'église a été restauré.